# Попов, Пётр Александрович (священнослужитель)
Пётр Александрович Попов (1825, Тобольск — 6 июня 1888, там же) — протоиерей-миссионер Обдорского края и устроитель школьного образования в Обдорске.

## Биография
Родился в семье священника. Окончил Тобольскую духовную семинарию.
C 1846 года, приняв священство, стал настоятелем-миссионером в селе Обдорском, среди остяков и самоедов. С 1868 года — протоиерей в Тобольском Иоанновском (по другим сведениям — Иоанно-Введенском) женском монастыре, затем переведён в Воскресенскую церковь в Тобольске.
Напечатал «Словарь остяцко-самоедского языка» (1872) и перевод на остяцкий язык «Евангелия от Матфея» (1887).